# NewSpace India Limited
NewSpace India Limited (NSIL) est une entreprise du secteur public (PSU) du gouvernement indien et du ministère de l'Espace. NSIL est responsable de la production, de l'assemblage et de l'intégration du véhicule de lancement avec l'aide d'un consortium industriel. Elle a été créée le 6 mars 2019 sous le contrôle administratif du ministère de l'Espace (DoS) et de la loi sur les sociétés de 2013. L'objectif principal de NSIL est d'accroître la participation du secteur privé aux programmes spatiaux indiens,,.

## Objectifs
La NSIL a été créée avec les objectifs suivants :
- Transfert de la technologie des petits satellites à l'industrie : NSIL obtiendra une licence du DoS/ISRO et accordera une sous-licence à l'industrie
- Fabrication de Small Satellite Launch Vehicle (SSLV) en collaboration avec le secteur privé
- Production du Polar Satellite Launch Vehicle (PSLV) par l'industrie indienne
- Production et commercialisation de produits et services spatiaux, y compris le lancement et l'application
- Transfert de technologie développée par les centres ISRO et les unités constitutives du DoS
- Commercialisation de technologies et de produits/services dérivés, en Inde et à l'étranger

## Contrats
En 2022, NSIL a signé un contrat avec OneWeb pour lancer 36 satellites en orbite terrestre basse pour sa constellation Internet par satellite. NSIL a de nouveau déployé avec succès un autre ensemble de 36 satellites OneWeb le 26 mars 2023,,.
Le ministère de la Défense a signé un accord de 30 milliards de roupies avec NSIL, une filiale de l'Organisation indienne pour la recherche spatiale (ISRO), pour l'acquisition du satellite de communication avancé, GSAT 7B, afin de répondre aux besoins de l'armée indienne,.
Un accord a été conclu entre NSIL et Arianespace pour une collaboration à long terme visant à permettre des missions de lancement de satellites. Dans le cadre du protocole d'accord, Ariane 6 d'Arianespace et le lanceur lourd LVM3 d'ISRO répondront à la demande de lancement de satellites de communication ou d'observation de la Terre de plus grande taille ainsi que de satellites pour les méga-constellations, satisfaisant ainsi les besoins du marché mondial des services de lancement.
Un accord de service de lancement a été signé par Space Machines Company et NSIL le 26 juin 2024 pour le lancement du deuxième vaisseau spatial Optimus à bord du SSLV en 2026. La mission s'attaquera au problème des débris spatiaux qui s'accumulent autour de la Terre, ce qui constitue une menace pour la sécurité des astronautes ainsi que pour les missions spatiales à venir. La mission fait partie du programme International Space Investment India Projects et est soutenue par l'Agence spatiale australienne avec une subvention de 8,5 millions de dollars.
Le 9 octobre 2024, Bellatrix Aerospace et NewSpace India Limited ont signé un contrat pour l'intégration du Pushpak Orbital Transfer Vehicle (OTV) pour les missions de lancement de NSIL. Avec la capacité de déplacer des satellites vers d'autres orbites avec plus de précision et d'efficacité, Pushpak OTV est conçu pour les manœuvres en orbite. De plus, il peut faciliter les futures missions dans l'espace lointain, les changements d'inclinaison, les missions de transfert GEO et les séquences de déploiement multi-orbites. Pushpak OTV pour aider les petits satellites et les CubeSats à atteindre leurs orbites désignées. Le premier lancement avec Pushpak OTV intégré dans une fusée ISRO devrait avoir lieu début 2026,.